# Trelins
Trelins település Franciaországban, Loire megyében. Lakosainak száma 672 fő (2022. január 1.). Trelins Boën-sur-Lignon, Leigneux, Marcoux, Montverdun, Sail-sous-Couzan, Sainte-Agathe-la-Bouteresse és Saint-Georges-en-Couzan községekkel határos.

## Népesség
A település népessége az elmúlt években az alábbi módon változott:
| Lakosok száma | 401  | 398  | 492  | 566  | 649  | 648  | 654  | 665  | 667  | 672  |
|               | 1968 | 1982 | 1990 | 2006 | 2013 | 2015 | 2017 | 2019 | 2020 | 2022 |